# عيسى بن أبان
عيسى بن أبان العراقي ( ؟ - 835م). أبو موسى عيسى بن أبان بن صدقة الحنفي. فقيه حنفي عراقي، وعالم بالحديث. أخذ العلم عن كبار أعلام الحنفية، كمحمد بن الحسن الشيباني. وقد تولي قضاء البصرة عشر سنين وكان سريع الإنفاذ للحكم حتى قيل عنه: ما في الإسلام قاض أفقه من عيسى. توفي بالبصرة.

## مؤلفاته
ألف في أصول الفقه:
- إثبات القياس
- خبر الواحد واجتهاد الرأي
- رسالة في الرد على المريسي في مسألة [4] ولا اأدري أهي ذات الرسالة السابقة أم مختلفة عنها.
- الجامع
- الحجج، وفيه بين وجوه الأخبار وما يجب قبوله وما يجب تأويله وبين فيه حجج أبي حنيفة، وقد أعجب الخليفة المأمون بالكتاب بعد أن قرأه فترحم على أبي حنيفة.

## تلاميذه
أخذ عنه العلم أبو حازم عبد الحميد، أستاذ الطحاوي.

## عقيدته
روى اللالكائي عن الشافعي عن بعض أصحابه قال (اختصم رجلان -مسلم ويهودي- إلى عيسى بن أبان وكان قاضي البصرة وكان يرى رأي القوم (يعني رأي المعتزلة في أن القرآن مخلوق) فصار اليمين على المسلم فقال له اليهودي: حلفه.
فقال: احلف بالله الذي لا إله إلا هو.
فقال اليهودي للقاضي: إنك تزعم أن القرآن مخلوق، وإن لا إله إلا هو في القرآن، فحلّفه لي بالخالق لا بالمخلوق.
فتحير عيسى عنده وقال: قوما عني حتى أنظر في أمركما.